# Ankurhati
Ankurhati é uma vila no distrito de Haora, no estado indiano de West Bengal.

## Demografia
Segundo o censo de 2001, Ankurhati tinha uma população de 7787 habitantes. Os indivíduos do sexo masculino constituem 53% da população e os do sexo feminino 47%. Ankurhati tem uma taxa de literacia de 71%, superior à média nacional de 59,5%; com 56% para o sexo masculino e 44% para o sexo feminino. 13% da população está abaixo dos 6 anos de idade.